# Bała
Bała (ros. Бала) – wieś w Rosji, w Jakucji, w ułusie wierchojańskim. W 2010 liczyła 543 mieszkańców.